# 7122 Iwasaki
7122 Iwasaki (1989 EN2) là một tiểu hành tinh vành đai chính được phát hiện ngày 12 tháng 3 năm 1989 bởi K. Endate và K. Watanabe ở Kitami.